# Goidelia japonica
Goidelia japonica is een eenoogkreeftjessoort uit de familie van de Catiniidae. De wetenschappelijke naam van de soort is voor het eerst geldig gepubliceerd in 1901 door Embleton.